# Hit Your Heart (Dagny e Steve Aoki)
Hit Your Heart è un singolo della cantante norvegese Dagny e del DJ statunitense Steve Aoki, pubblicato l'8 marzo 2019.

## Tracce
Download digitale
1. Hit Your Heart – 3:33

Download digitale – remix
1. Hit Your Heart (Steve Aoki's Oh Shit Remix) – 4:22

## Classifiche
| Classifica (2019) | Posizione massima |
| ----------------- | ----------------- |
| Norvegia          | 34                |